# Happy Valley (telessérie)

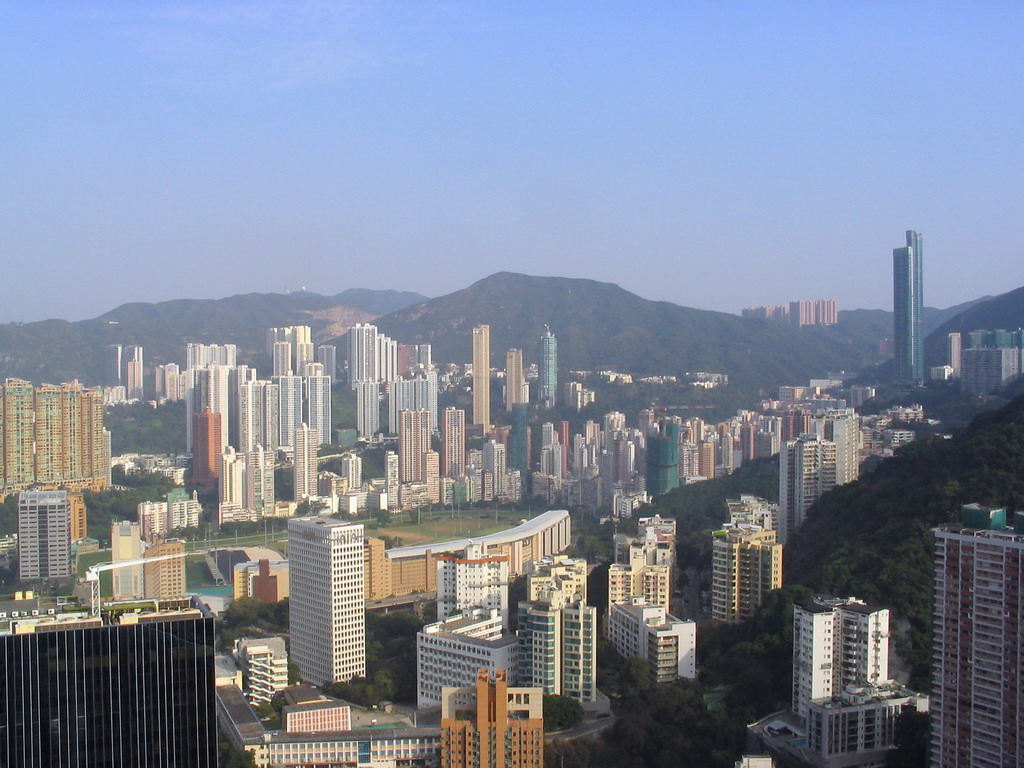

Happy Valley é uma série de televisão britânica escrita e criada por Sally Wainwright e estrelada por Sarah Lancashire e Siobhan Finneran. A primeira temporada estreou na BBC One em 29 de abril de 2014. Em maio de 2015, Happy Valley ganhou o prêmio BAFTA de melhor série dramática.

## Enredo
Catherine (Sarah Lancashire) é uma policial que lidera uma equipe de oficiais em uma região rural de Yorkshire. Quando um sequestro encenado sai de controle e se transforma em uma série brutal de crimes, Catherine se envolve em algo muito maior do que seu posto.

## Elenco
- Sarah Lancashire ...Sgt. Catherine Cawood
- Siobhan Finneran ...Clare Cartwright
- Charlie Murphy ...Ann Gallagher
- James Norton ...Tommy Lee Royce
- George Costigan ...Nevison Gallagher

## Recepção
Patrícia Kogut escreveu em sua coluna no jornal O Globo que "a trama policial é boa, mas não é o melhor. Bom mesmo é acompanhar as aventuras e os dramas da policial de meia-idade, uma heroína sem superpoderes, mas capaz de socar e imobilizar um bandido quando necessário. Cada temporada tem seis episódios e ambas merecem a sua atenção".